# Heiligenberg (Autriche)
Pour les articles homonymes, voir Heiligenberg.
Heiligenberg est une commune autrichienne du district de Grieskirchen en Haute-Autriche.